# Herpeperas amaniensis
Herpeperas amaniensis là một loài bướm đêm trong họ Noctuidae.